# Jüdischer Friedhof (Hranice na Moravě)
Koordinaten: 49° 33′ 6,5″ N, 17° 44′ 11,3″ O

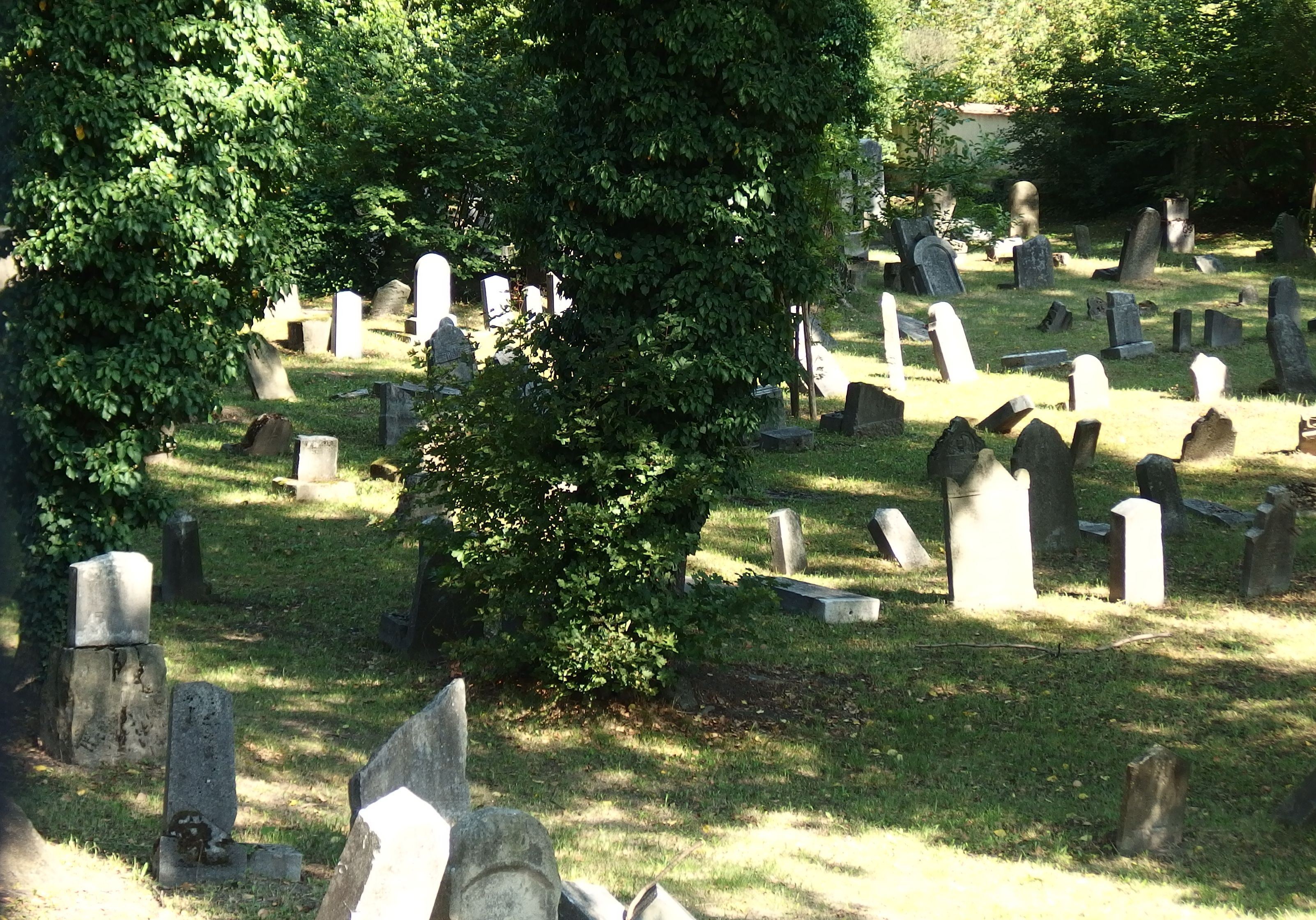
Jüdischer Friedhof in Hranice na Moravě

Der Jüdische Friedhof in Hranice na Moravě (deutsch Mährisch Weißkirchen), einer Stadt in der Olmützer Region (Olomoucký kraj) in Tschechien, wurde im 17. Jahrhundert angelegt. 
Der älteste Grabstein auf dem jüdischen Friedhof stammt aus dem Jahr 1686.